# Chambre des sénateurs
Pour les autres articles nationaux ou selon les autres juridictions, voir Sénat.
IIIe législature
Palais législatif
La Chambre des sénateurs (en espagnol : Cámara de Senadores) est la chambre haute de l'Assemblée législative plurinationale, le parlement bicaméral de la Bolivie.
Avant l'adoption de la nouvelle Constitution de 2009, cette chambre portait le nom de Sénat national (en espagnol : Senado Nacional).

## Composition
Elle est composée de 36 sénateurs élus pour cinq ans, à raison de 4 sénateurs pour chacun des neuf départements du pays.

## Système électoral
La Chambre des sénateurs est dotée de 36 sièges pourvus au scrutin proportionnel plurinominal dans 9 circonscriptions correspondants aux départements du pays, à raison de 4 sièges par département. Une fois le décompte des suffrages terminé, la répartition se fait à la proportionnelle sur la base du quotient simple, et les sièges restants selon la méthode du plus fort reste.
Les candidats doivent avoir au moins 35 ans. Les listes des partis doivent alterner les candidats masculins et féminins.

## Liste des présidents
| Nom                         | Début            | Fin              |
| --------------------------- | ---------------- | ---------------- |
| Wálter Guevara Arze         | Août 1979        | Août 1979        |
| Leónidas Sánchez Arana      | Août 1979        | Juillet 1980     |
| Wálter Guevara Arze         | 1980             | Juillet 1980     |
| Julio Garrett Ayllón        | 1982             | 1985             |
| Gonzalo Sanchez de Losada   | 1985             | 1986             |
| Óscar Zamora Medinaceli     | 1986             | 1987             |
| Ciro Humboldt Barrero       | 1987             | 1989             |
| Gonzalo Valda Cárdenas      | 1989             | 1991             |
| Guillermo Fortún Suárez     | 1991             | 1993             |
| Juan Carlos Durán Saucedo   | 1993             | 1996             |
| Raúl Lema Patiño            | 1996             | 1997             |
| Wálter Guiteras Denis       | Août 1997        | Août 1999        |
| Leopoldo Fernández          | Août 1999        | Août 2001        |
| Enrique Toro Tejada         | Août 2001        | Août 2002        |
| Mirtha Quevedo              | Août 2002        | 2003             |
| Hormando Vaca Diez          | 2003             | 2006             |
| Santos Ramírez Valverde     | Janvier 2006     | Août 2006        |
| José Villavicencio Amaruz   | Août 2006        | Janvier 2008     |
| Óscar Ortiz Antelo          | Janvier 2008     | Janvier 2010     |
| Ana María Romero de Campero | Janvier 2010     | Octobre 2010     |
| René Martínez Callahuanca   | Octobre 2010     | Janvier 2012     |
| Gabriela Montaño Viaña      | Janvier 2012     | Janvier 2014     |
| Eugenio Rojas Apaza         | Janvier 2014     | Janvier 2015     |
| José Alberto Gonzáles       | Janvier 2015     | Août 2018        |
| Milton Barón                | Août 2018        | Janvier 2019     |
| Adriana Salvatierra Arriaza | Janvier 2019     | 10 novembre 2019 |
| Jeanine Áñez (intérim)      | 10 novembre 2019 | 12 novembre 2019 |
| Eva Copa                    | 15 novembre 2019 | 4 novembre 2020  |
| Andrónico Rodríguez         | 4 novembre 2020  | en cours         |